# Chondracanthus brotulae
Chondracanthus brotulae – gatunek widłonoga z rodziny Chondracanthidae. Nazwa naukowa tego gatunku skorupiaków została opublikowana w 1959 roku przez belgijskiego zoologa André Caparta.